# Elisabet Ney
Franzisca Bernadina Wilhelmina Elisabetha Ney-Montgomery, conosciuta come Elisabet Ney (Münster, 26 gennaio 1833 – Austin, 29 giugno 1907), è stata una scultrice tedesca naturalizzata statunitense.
Passò la prima parte della sua vita in Europa, dove ritrasse famosi leader politici come Otto von Bismarck, Giuseppe Garibaldi e Giorgio V di Hannover. In gioventù fece parte della cerchia di Arthur Schopenhauer, e lo ritrasse in un busto.
A 39 anni si trasferì con suo marito Edmund Montgomery nel Texas, dove divenne una pioniera nello sviluppo locale dell'arte. Alcuni suoi famosi lavori negli Stati Uniti includono sculture di Sam Houston e Stephen Fuller Austin.